# رطاس
رَطَّاس (الاسم العلمي Aramus guarauna) جنس طير وحيد النوع من طوال الساق وفصيلة التفلقيات. يوجد في الأراضي الرطبة من الأمريكيتين. متوسطة القد رشيقة القوام ضليعة المناقيد الجالسة المستطيلة. أثوابها متراكبة الالوان التي تراوح من الاصهب الصنابي إلى الحنطي الاسمر يعلوها توشيح زيتوني وأسود. عيونها حمر الاحداق. مناقيدها إلى الصفار الاخضر المواج. أرساغها جؤوية. قوتها الرخويات والحشرات وسحالي والعصافير الصغيرة وبيضها وبزور النباتات النجيلية.

## معرض الصور

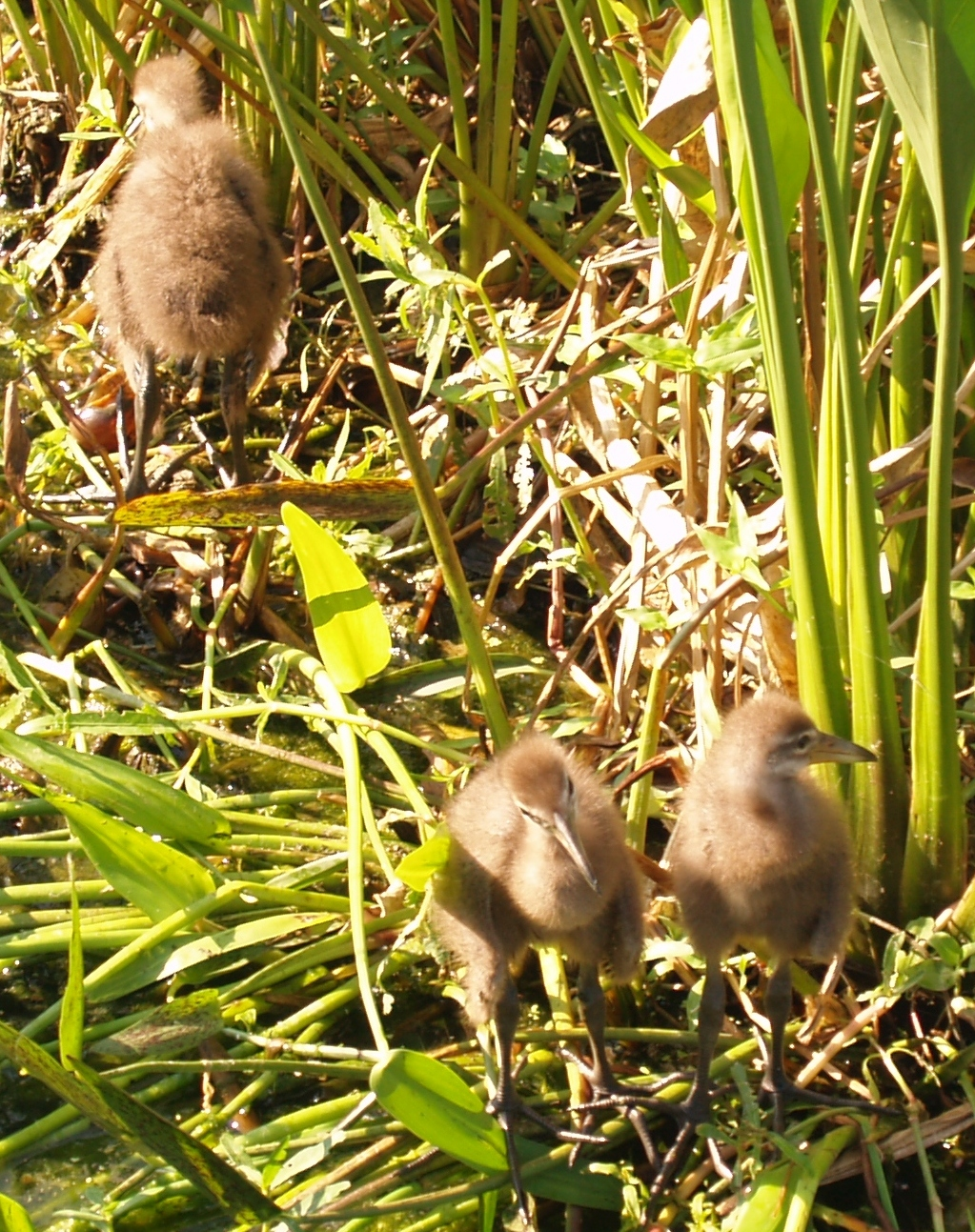
رطاس فتي
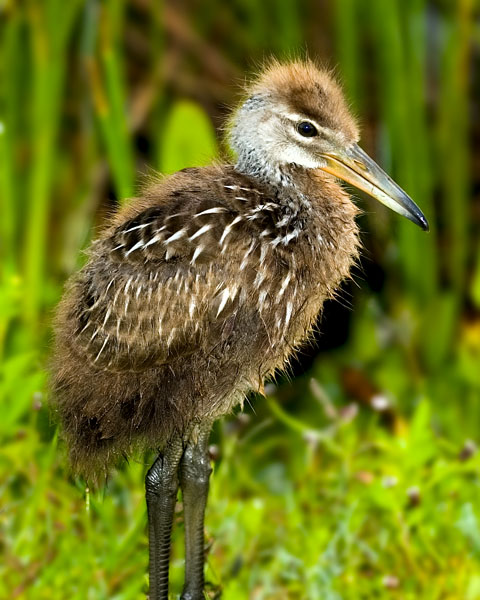
رطاس فتي
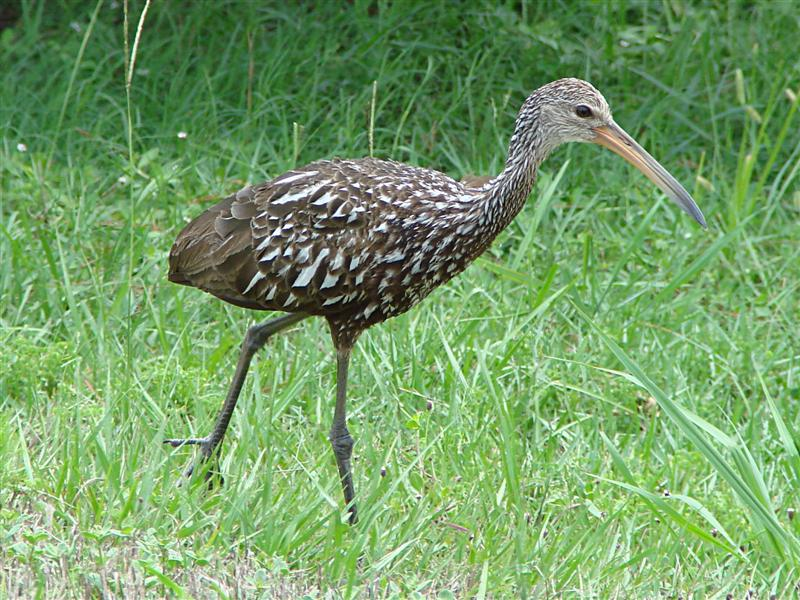
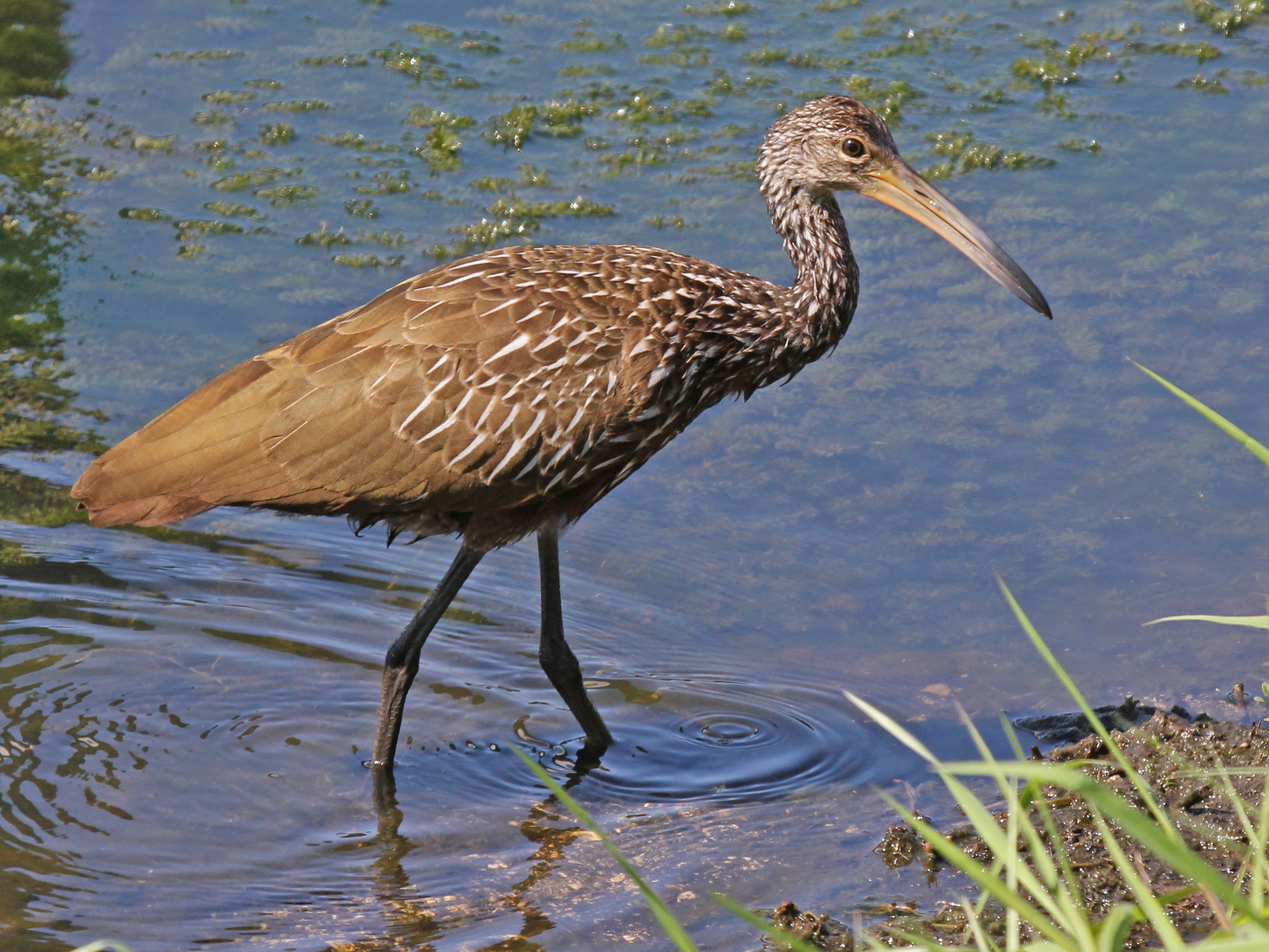
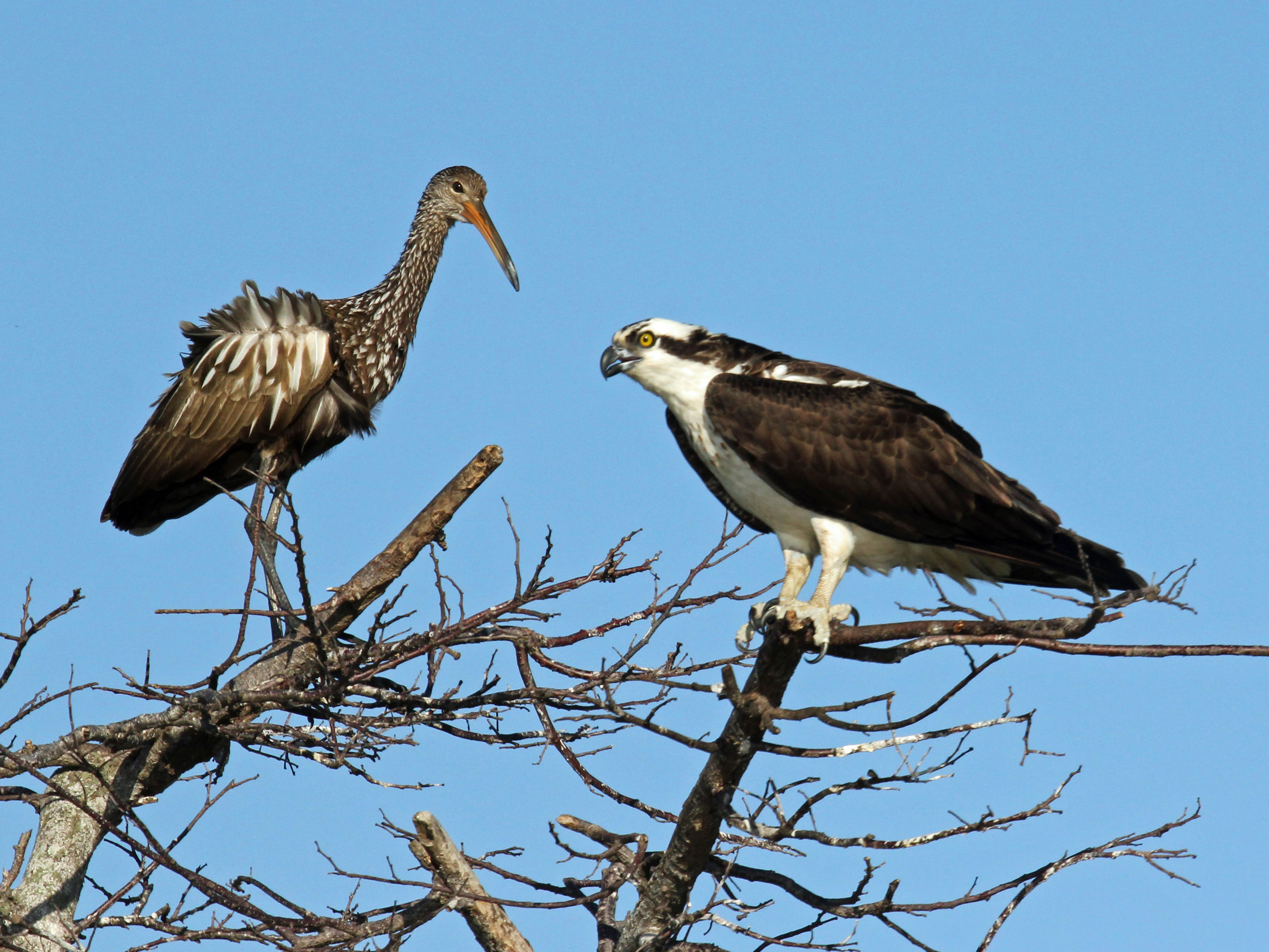
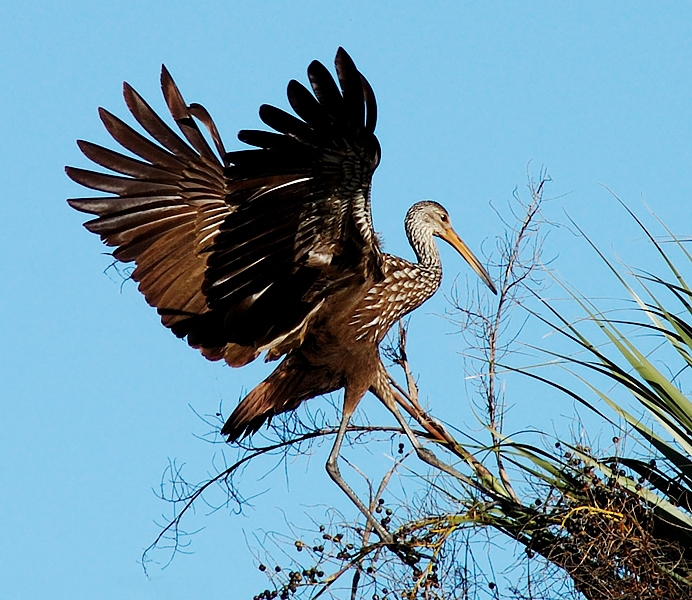
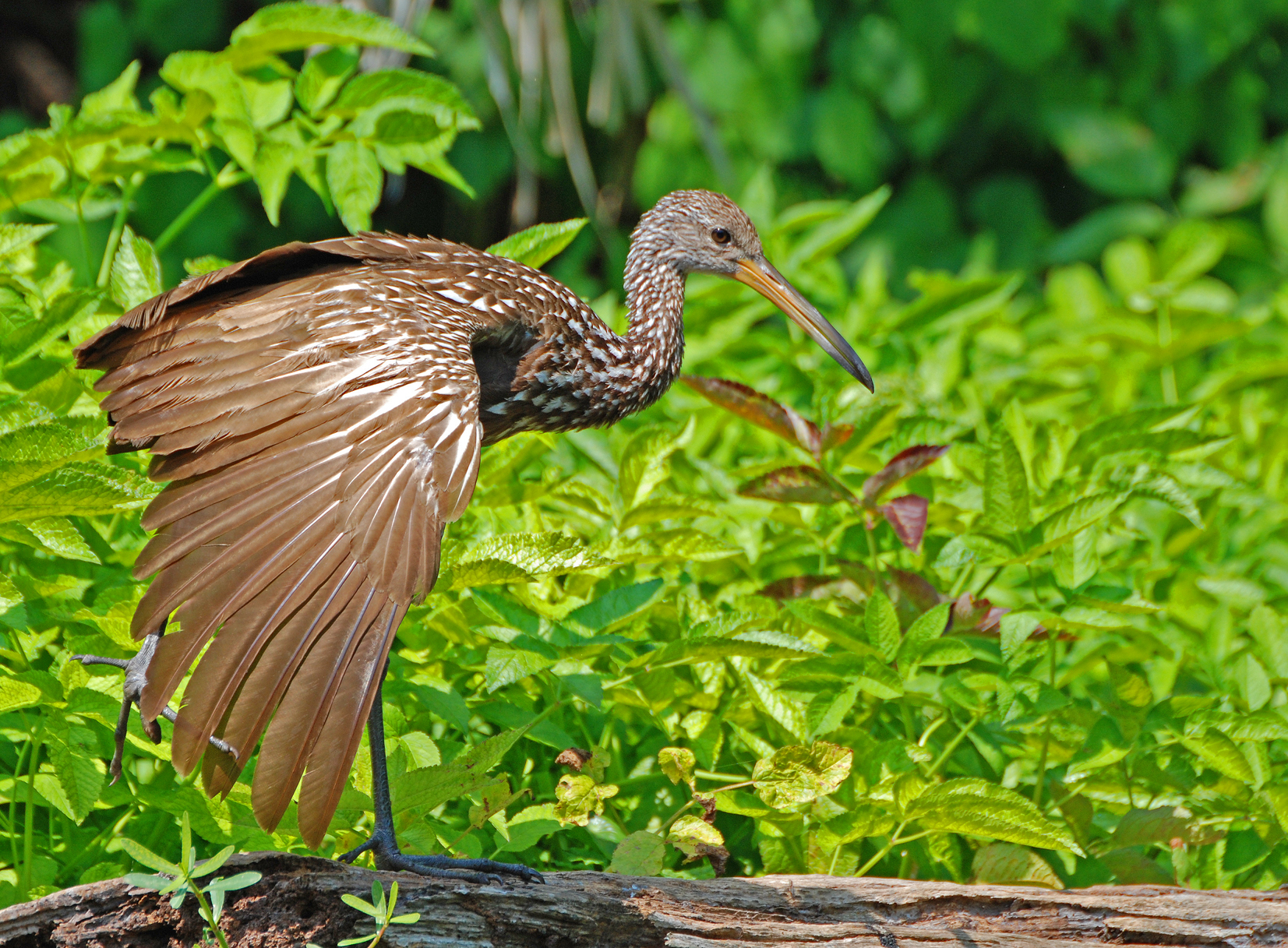
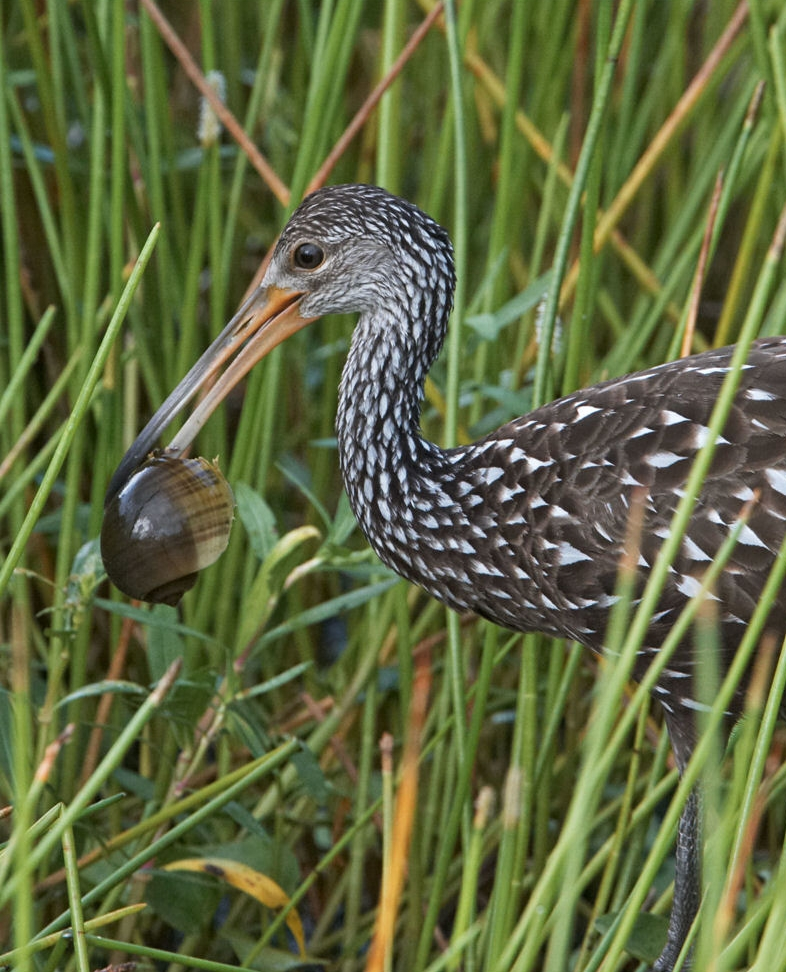
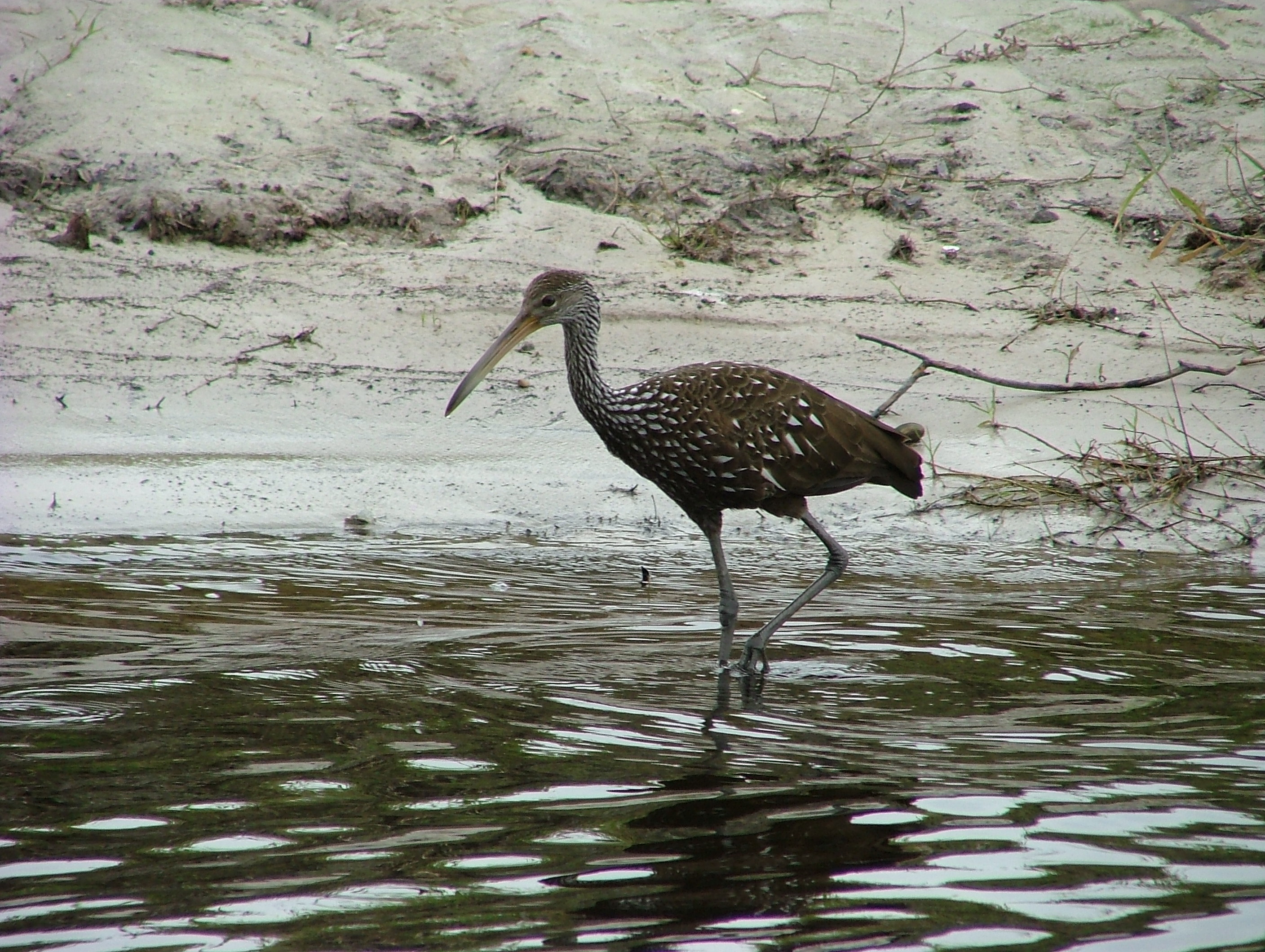
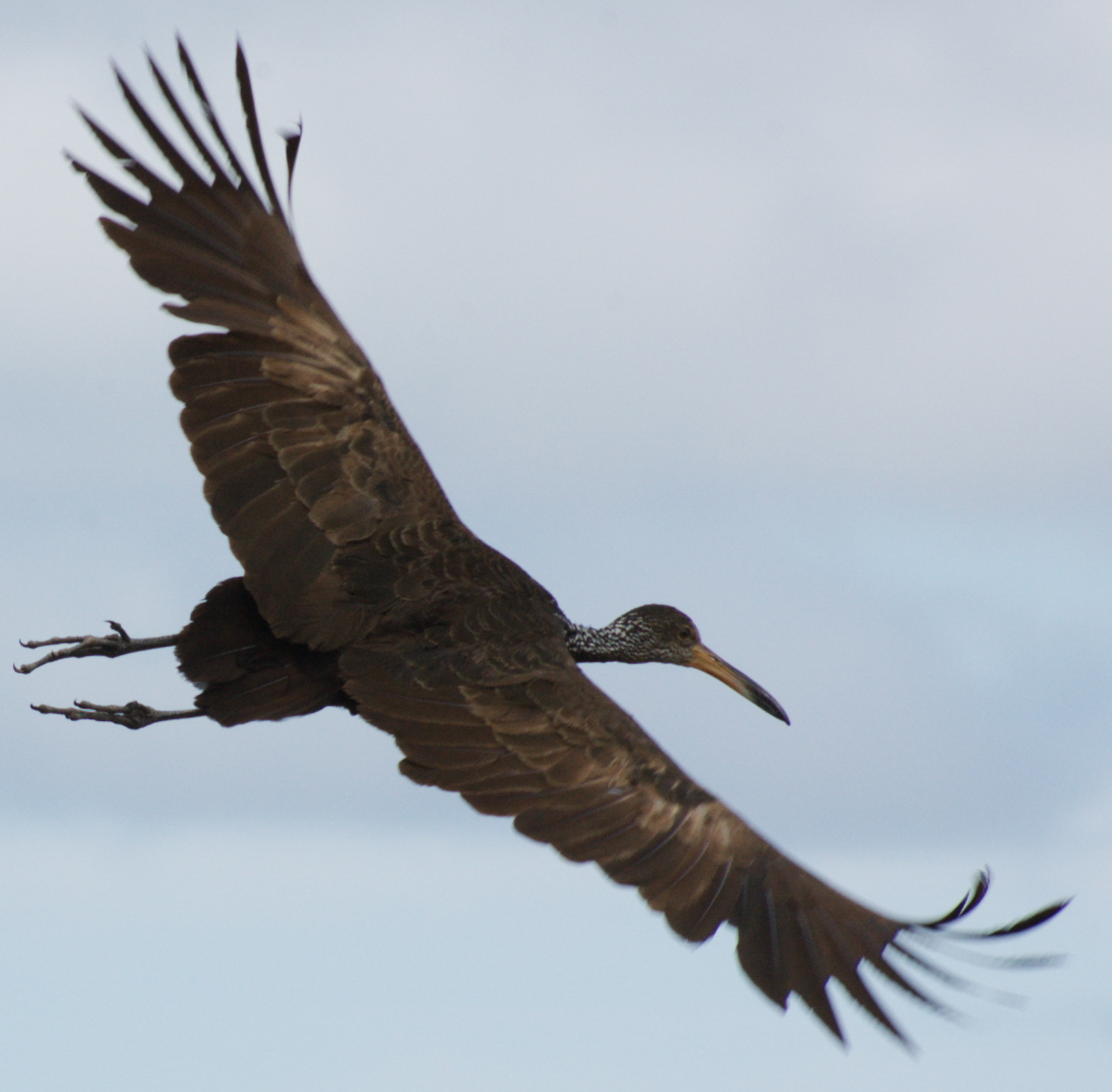
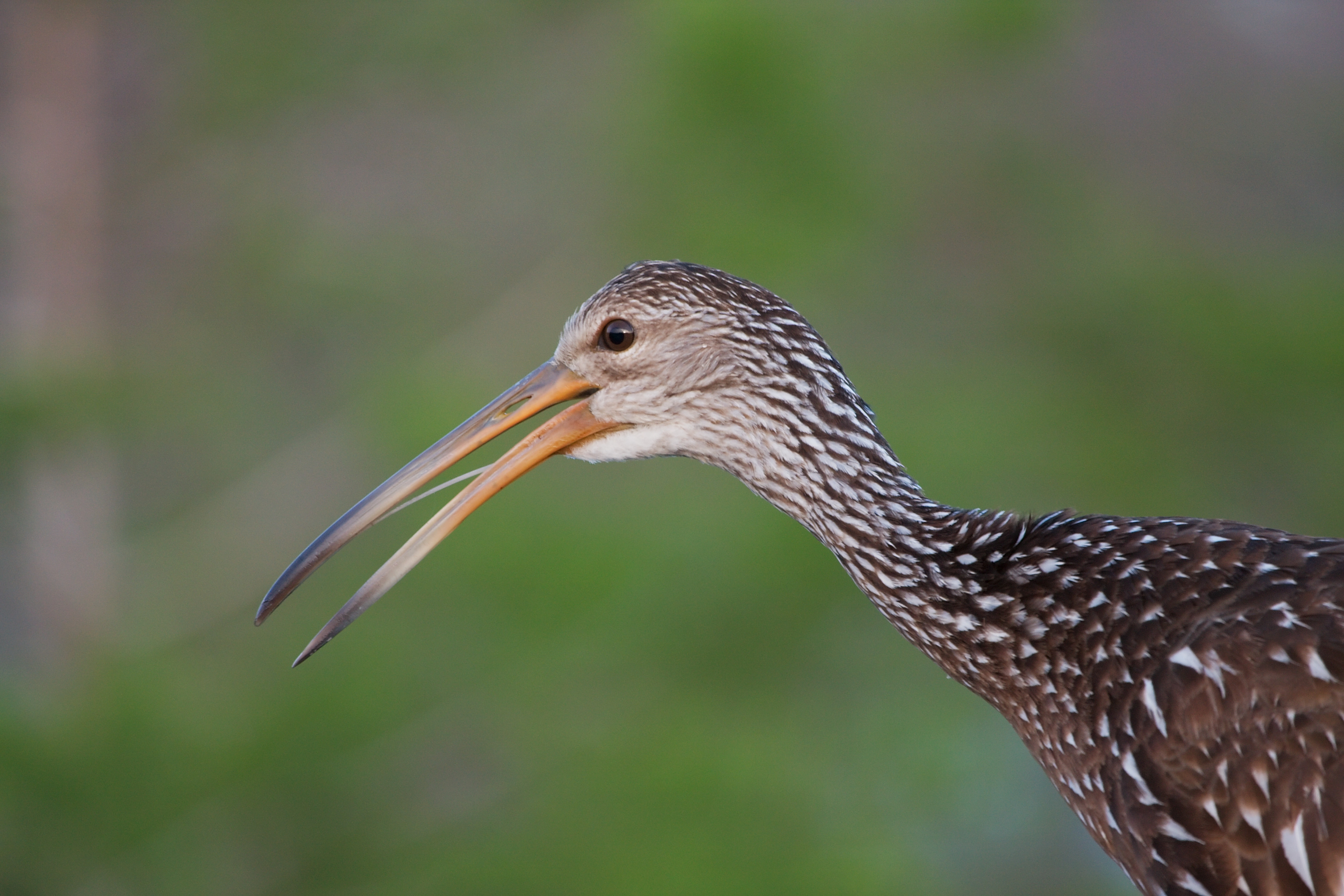